# Mistrzostwa Europy w Lekkoatletyce 1974 – bieg na 110 m przez płotki mężczyzn

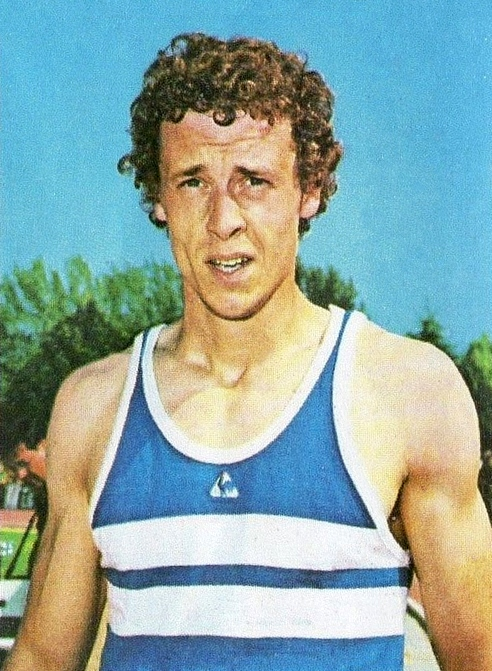
Guy Drut

Bieg na dystansie 110 metrów przez płotki mężczyzn był jedną z konkurencji rozgrywanych podczas XI Mistrzostw Europy w Rzymie. Biegi eliminacyjne zostały rozegrane 6 września, biegi półfinałowe 7 września, a bieg finałowy 8 września 1974 roku. Zwycięzcą tej konkurencji został reprezentant Francji Guy Drut. W rywalizacji wzięło udział dwudziestu trzech zawodników z trzynastu reprezentacji.

## Rekordy
| Rekord świata     | Rod Milburn (USA)  | 13,1  | Zurych, Szwajcaria | 06.07.1973 |
| Rekord Europy     | Martin Lauer (FRG) | 13,2  | Zurych, Szwajcaria | 07.07.1959 |
| Rekord mistrzostw | Eddy Ottoz (ITA)   | 13,59 | Ateny, Grecja      | 20.09.1969 |

## Wyniki

### Eliminacje
Rozegrano trzy biegi eliminacyjne. Do półfinałów awansowało po czterech najlepszych zawodników każdego biegu eliminacyjnego (Q), a także czterech spośród pozostałych z najlepszymi czasami (q).
Bieg 1
| Miejsce | Zawodnik            | Czas  | Uwagi |
| ------- | ------------------- | ----- | ----- |
| 1       | Guy Drut            | 13,81 | Q     |
| 2       | Frank Siebeck       | 13,93 | Q     |
| 3       | Przemysław Siciński | 13,99 | Q     |
| 4       | Ervin Sebestyen     | 14,14 | Q     |
| 5       | Vlastimil Hoferek   | 14,25 | q     |
| 6       | Berwyn Price        | 14,28 | q     |
| 7       | Sergio Catasta      | 14,40 |       |
| 8       | Gerardo Calleja     | 14,54 |       |

Bieg 2
| Miejsce | Zawodnik          | Czas    | Uwagi |
| ------- | ----------------- | ------- | ----- |
| 1       | Wiktor Miasnikow  | 14,08 w | Q     |
| 2       | Leszek Wodzyński  | 14,13 w | Q     |
| 3       | Klaus Fiedler     | 14,19 w | Q     |
| 4       | Manfred Schumann  | 14,31 w | Q     |
| 5       | Lubomír Nádeníček | 14,34 w | q     |
| 6       | Sergio Liani      | 14,43 w |       |
| 7       | Juan Lloveras     | 14,60 w |       |
| 8       | Yves Kirpach      | 14,63 w |       |

Bieg 3
| Miejsce | Zawodnik              | Czas  | Uwagi |
| ------- | --------------------- | ----- | ----- |
| 1       | Mirosław Wodzyński    | 13,84 | Q     |
| 2       | Thomas Munkelt        | 13,92 | Q     |
| 3       | Eduard Pieriewierziew | 13,96 | Q     |
| 4       | Giuseppe Buttari      | 13,98 | Q     |
| 5       | Petr Čech             | 14,06 | q     |
| 6       | Efstratios Wasiliu    | 14,37 |       |
| 7       | Krister Clerselius    | 14,98 |       |

### Półfinały
Rozegrano dwa półfinały. Do finału awansowało po czterech najlepszych zawodników każdego biegu półfinałowego (Q).
Półfinał 1
| Miejsce | Zawodnik           | Czas    | Uwagi |
| ------- | ------------------ | ------- | ----- |
| 1       | Mirosław Wodzyński | 13,59 w | Q     |
| 2       | Giuseppe Buttari   | 13,64 w | Q     |
| 3       | Berwyn Price       | 13,78 w | Q     |
| 4       | Thomas Munkelt     | 13,83 w | Q     |
| 5       | Ervin Sebestyen    | 13,91 w |       |
| 6       | Petr Čech          | 14,07 w |       |
| 7       | Wiktor Miasnikow   | 14,19 w |       |
| 8       | Lubomír Nádeníček  | 14,38 w |       |

Półfinał 2
| Miejsce | Zawodnik              | Czas    | Uwagi |
| ------- | --------------------- | ------- | ----- |
| 1       | Guy Drut              | 13,46 w | Q     |
| 2       | Frank Siebeck         | 13,46 w | Q     |
| 3       | Leszek Wodzyński      | 13,61 w | Q     |
| 4       | Klaus Fiedler         | 13,64 w | Q     |
| 5       | Przemysław Siciński   | 13,77 w |       |
| 6       | Vlastimil Hoferek     | 13,89 w |       |
| 7       | Manfred Schumann      | 14,04 w |       |
| 8       | Eduard Pieriewierziew | 14,21 w |       |

### Finał
| Miejsce | Zawodnik           | Czas  | Uwagi |
| ------- | ------------------ | ----- | ----- |
| 1       | Guy Drut           | 13,40 | CR    |
| 2       | Mirosław Wodzyński | 13,67 |       |
| 3       | Leszek Wodzyński   | 13,71 |       |
| 4       | Thomas Munkelt     | 13,72 |       |
| 5       | Giuseppe Buttari   | 13,85 |       |
| 6       | Klaus Fiedler      | 13,96 |       |
| 7       | Berwyn Price       | 14,05 |       |
| 8       | Frank Siebeck      | 14,79 |       |